# Rally Poreč
Rally Poreč je hrvatsko automobilističko reli natjecanje. Održava se od 1999. godine. Organizatori su od početka bili bili Autoklub Poreč Motorsport i AKORK Skok racing 1993. Utrka je osobito prestižna u Hrvatskoj i Sloveniji te redovito dolaze ponajbolje hrvatske i slovenske posade, a u Poreču se tradicionalno održava završnica Prvenstva Hrvatske i Prvenstva Slovenije. Najuspješniji na ovom reliju bio je hrvatski relijaš Juraj Šebalj koji je pobijedio 8 puta, od čega osam sa suvozačem Tonijem Klincom te jednom s Karlom Golubom. Triput su pobijedili slovenska posada Darko Peljhan i Miran Kacin, koji su bili pobjednici prvog izdanja 1999. godine. Po jednom su pobijedile posade Andras Hadik / Krizstian Kertesz (2018.), Rajko Žakelj / Blaž Selan (2012.), Janosz Szilagyi / Agnes Takasc (2010.), Danijel Šaškin / Damir Bruner (2008.), Siniša Crnojević / Martina Maretić (2007.), Andrej Jereb / Miran Kacin (2005.), Niko Pulić / Bruno Šantić (2003.). Shakedown se održava u Taru, a etape se voze u Žbandaju, Kanfanaru, Červarima, Flengima, Poreču i Taru. Izdanje rallyja iz 2019. imalo je 374,80 km vožnje itinererom i na 11 brzinskih ispita otpadalo je 89,20 km. Prijavilesu se 64 posade iz Hrvatske, Slovenije, Mađarske i Italije. Osim državnih prvenstavaHrvatske i Slovenije bodovao se i za Međunarodno zonsko prvenstvo Hrvatske.

## Izdanja i pobjednici
| Podloga 1999.-... ?? | Baza relija 1999.-... Poreč |

Kazalo:
██ žena
██ najveći broj osvojenih brzinaca u utrci
| Godina | Duljina [km]                       | Broj etapa                         | Broj brzinaca                      | Broj država                        | Broj posada Start (Cilj); Broj Ž vozača | Pobjednici                         | Pobjednici                         | Pobjednici                         | Pobjednici                         | Pobjednici                         |
| Godina | Duljina [km]                       | Broj etapa                         | Broj brzinaca                      | Broj država                        | Broj posada Start (Cilj); Broj Ž vozača | Vozač                              | Suvozač                            | Automobil                          | MP [min]                           | OB                                 |
| ------ | ---------------------------------- | ---------------------------------- | ---------------------------------- | ---------------------------------- | --------------------------------------- | ---------------------------------- | ---------------------------------- | ---------------------------------- | ---------------------------------- | ---------------------------------- |
| 1999.  |                                    |                                    |                                    |                                    |                                         | Darko Peljhan                      | Miran Kacin                        | VW Golf III Kit Car                | +                                  |                                    |
| 2000.  |                                    |                                    |                                    |                                    |                                         | Darko Peljhan (2)                  | Miran Kacin (2)                    | VW Golf IV Kit Car                 | +                                  |                                    |
| 2001.  |                                    |                                    |                                    |                                    |                                         | Darko Peljhan (3)                  | Miran Kacin (3)                    | VW Golf IV Kit Car                 | +                                  |                                    |
| 2002.  | 23. Rally Saturnus – Poreč - Kopar | 23. Rally Saturnus – Poreč - Kopar | 23. Rally Saturnus – Poreč - Kopar | 23. Rally Saturnus – Poreč - Kopar | 23. Rally Saturnus – Poreč - Kopar      | 23. Rally Saturnus – Poreč - Kopar | 23. Rally Saturnus – Poreč - Kopar | 23. Rally Saturnus – Poreč - Kopar | 23. Rally Saturnus – Poreč - Kopar | 23. Rally Saturnus – Poreč - Kopar |
| 2003.  |                                    |                                    |                                    |                                    |                                         | Niko Pulić                         | Bruno Šantić                       | Peugeot 206 Kit Car                | +                                  |                                    |
| 2004.  |                                    |                                    |                                    |                                    |                                         | Juraj Šebalj                       | Toni Klinc                         | Subaru Impreza STi N10             | +                                  |                                    |
| 2005.  |                                    |                                    |                                    |                                    |                                         | Andrej Jereb                       | Miran Kacin (4)                    | Subaru Impreza STi N11 Spec C      | +                                  |                                    |
| 2006.  |                                    |                                    |                                    |                                    |                                         | Juraj Šebalj (2)                   | Toni Klinc (2)                     | Subaru Impreza STi N11 Spec C      | +                                  |                                    |
| 2007.  |                                    |                                    |                                    |                                    |                                         | Siniša Crnojević                   | Martina Maretić                    | Mitsubishi Lancer Evo IX           | +                                  |                                    |
| 2008.  |                                    |                                    |                                    |                                    |                                         | Daniel Šaškin                      | Damir Bruner                       | Mitsubishi Lancer Evo IX           | +                                  |                                    |
| 2009.  |                                    |                                    |                                    |                                    |                                         | Juraj Šebalj (3)                   | Toni Klinc (3)                     | Mitsubishi Lancer Evo IX           | +                                  |                                    |
| 2010.  |                                    |                                    |                                    |                                    |                                         | János Szilágyi                     | Ágnes Takács                       | Mitsubishi Lancer Evo IX           | +                                  |                                    |
| 2011.  |                                    |                                    |                                    |                                    |                                         | Juraj Šebalj (4)                   | Toni Klinc (4)                     | Mitsubishi Lancer Evo IX           | +                                  |                                    |
| 2012.  |                                    |                                    |                                    |                                    |                                         | Rajko Žakelj                       | Blaž Selan                         | Mitsubishi Lancer Evo IX           | +                                  |                                    |
| 2013.  |                                    |                                    |                                    |                                    |                                         | Juraj Šebalj (5)                   | Toni Klinc (5)                     | Mitsubishi Lancer Evo IX           | +                                  |                                    |
| 2014.  |                                    |                                    |                                    |                                    |                                         | Juraj Šebalj (6)                   | Toni Klinc (6)                     | Mitsubishi Lancer Evo IX           | +                                  |                                    |
| 2015.  |                                    |                                    |                                    |                                    |                                         | Juraj Šebalj (7)                   | Toni Klinc (7)                     | Mitsubishi Lancer Evo IX           | +                                  |                                    |
| 2016.  |                                    |                                    |                                    |                                    |                                         | Juraj Šebalj (8)                   | Karlo Golub                        | Mitsubishi Lancer Evo IX           | +                                  |                                    |
| 2017.  |                                    |                                    |                                    |                                    | 43 (38)                                 | Juraj Šebalj (9)                   | Karlo Golub (2)                    | Hyundai i20 R5                     | + 1:38,6                           |                                    |
| 2018.  |                                    |                                    |                                    |                                    | 76 (56)                                 | András Hadik                       | Krisztián Kertész                  | Ford Fiesta R5                     | + 0:35,7                           |                                    |
| 2019.  | 92,10                              | 2                                  | 11                                 |                                    | 63 (50)                                 | Antal Kovács                       | Gergő Istovics                     | Ford Fiesta R5                     | + 0:50,2                           | 8                                  |
| 2020.  |                                    |                                    |                                    |                                    | ()                                      | [[]]                               | [[]]                               |                                    | + :,                               |                                    |

### Statistika (2019.)
| Vozač         | Pobjede | Postolja |
| ------------- | ------- | -------- |
| Darko Peljhan | 3       |          |
| Juraj Šebalj  | 9       |          |

| Suvozač     | Pobjede | Postolja |
| ----------- | ------- | -------- |
| Miran Kacin | 4       |          |
| Toni Klinc  | 7       |          |

| Posada        | Posada      | Pobjede | Postolja |
| vozač         | suvozač     | Pobjede | Postolja |
| ------------- | ----------- | ------- | -------- |
| Darko Peljhan | Miran Kacin | 3       |          |
| Juraj Šebalj  | Karlo Golub | 2       |          |
| Juraj Šebalj  | Toni Klinc  | 7       |          |

| Proizvođač | Pobjede | Postolja |
| ---------- | ------- | -------- |
| Ford       | 2       |          |
| Hyundai    | 1       |          |
| Mitsubishi | 10      |          |
| Peugeot    | 1       |          |
| Subaru     | 3       |          |
| VW         | 3       |          |

## Vanjske poveznice
- Službene stranice
- Facebook